# 20 m²
20 m² är debutalbumet av den franska sångaren Amandine Bourgeois. Det gavs ut den 1 juni 2009 och innehåller 13 låtar.

## Låtlista
| Nr  | Titel                   | Längd |
| --- | ----------------------- | ----- |
| 1.  | Chacun son truc         | 3:38  |
| 2.  | L'homme de la situation | 3:41  |
| 3.  | Tant de moi             | 3:37  |
| 4.  | Les loustics            | 3:57  |
| 5.  | Lisa                    | 3:33  |
| 6.  | Chut                    | 3:14  |
| 7.  | La fièvre acheteuse     | 3:08  |
| 8.  | Les trous               | 3:20  |
| 9.  | Étranger                | 3:19  |
| 10. | Du temps                | 2:49  |
| 11. | Sans lui                | 2:55  |
| 12. | Larmes fœtales          | 3:08  |
| 13. | Sale bain               | 2:59  |

## Listplaceringar
| Lista               | Topplacering |
| ------------------- | ------------ |
| Belgien (Vallonien) | 8            |
| Frankrike           | 5            |
| Schweiz             | 22           |